# Carbonat de bari
El carbonat de bari (BaCO₃), és un compost iònic inorgànic format per cations Ba2+ i anions carbonat, CO32-. És el principal component del mineral anomenat witherita. És un compost químic que es fa servir en verí de rata, maons, vernissos ceràmics i ciment.

## Preparació
El carbonat de bari és fabricat comercialment a partir de sulfur de bari tant per tractament amb carbonat de sodi (sosa) a 60-70 °C com fent passar diòxid de carboni a 40-90 °C.
BaS + Na₂CO₃ → BaCO₃ + Na₂S
BaS + CO₂ + H₂O → BaCO₃ + H₂S
En el procés amb sosa, el carbonat de sodi sòlid o dissolt és afegit a una solució de sulfur de bari, i el precipitat de carbonat de bari és filtrat, rentat i assecat.

## Reaccions
El carbonat de bari reacciona amb àcids com l'àcid clorhídric per formar sals de bari solubles, com el clorur de bari:
BaCO3(s) + 2 HCl(aq) → BaCl2(aq) + CO2(g) + H₂O(l)
Tanmateix, la reacció amb àcid sulfúric és pobra, perquè el sulfat de bari és altament insoluble.

## Usos
El carbonat de bari és àmpliament utilitzat en la indústria ceràmica com un component dels vernissos. Actua com a fundent, un agent cristal·litzant que es combina amb certs òxids de colors per produir colors únics que no es poden obtenir fàcilment mitjançant altres mètodes. El seu ús és polèmic perquè alguns reclamen que pot lixiviar dels vernissos als aliments i begudes. Per proporcionar un ús segur, es fa servir sovint el BaO en forma de frita.
En la indústria del maó, rajola i ceràmics, el carbonat de bari és afegit a les argiles per precipitar sals solubles (sulfat de calci i sulfat de magnesi) que causen eflorescències.